# Крайні точки Швеції
Це список крайніх географічних точок Швеції

## Координати
- Північ: 69°3′36″ пн. ш. 20°32′52″ сх. д. / 69.06000° пн. ш. 20.54778° сх. д.
трифінія Treriksröset[sv], на кордоні з Норвегією та Фінляндією,
- Південь: 55°20′13″ пн. ш. 13°21′34″ сх. д. / 55.33694° пн. ш. 13.35944° сх. д.
село Smygehuk[sv], лен Сконе
- Захід: 58°55′43″ пн. ш. 10°57′27″ сх. д. / 58.92861° пн. ш. 10.95750° сх. д.
о. Stora Drammen[sv], лен Вестра-Йоталанд,
материкова частина: село Ledsund[sv], лен Вестра-Йоталанд, 58°59′50″ пн. ш. 11°6′47″ сх. д. / 58.99722° пн. ш. 11.11306° сх. д.
- Схід: 65°42′0″ пн. ш. 24°10′0″ сх. д. / 65.70000° пн. ш. 24.16667° сх. д.
о. Катая[sv], лен Норрботтен, на кордоні з Фінляндією,
материкова частина: місто Гапаранда, лен Норрботтен, на кордоні з Фінляндією 65°50′11.5″ пн. ш. 24°8′0″ сх. д. / 65.836528° пн. ш. 24.13333° сх. д.

## Відносно рівня моря
- Найвища: пік Кебнекайсе, Скандинавські гори, (2104 м[1]), 67°53′0″ пн. ш. 18°33′0″ сх. д. / 67.88333° пн. ш. 18.55000° сх. д.
- Найнижча: озеро Hammarsjön[sv], (-2,4 м), 56°1′16″ пн. ш. 14°11′1″ сх. д. / 56.02111° пн. ш. 14.18361° сх. д.